# Schinia carrizoensis
The Carrizo Flower Moth (Schinia carrizoensis) là một loài bướm đêm thuộc họ Noctuidae. Nó được tìm thấy ở miền trung California.
Sải cánh dài khoảng 31 mm.